# مسئله کلیات
مسئله کلیات یک مسئلهٔ قدیمی از هستی‌شناسی (متافیزیک) است که طیف وسیعی از موضوعات و اختلافات فلسفی را الهام بخشیده‌است. آیا باید در نظر گرفت که صفات مشترک یک شیء با اشیاء دیگر مانند رنگ و شکل، فراتر از آن اشیاء وجود دارند؟ و اگر این صفات جدا از اشیاء وجود داشته باشد، ماهیّت آن وجود چیست؟

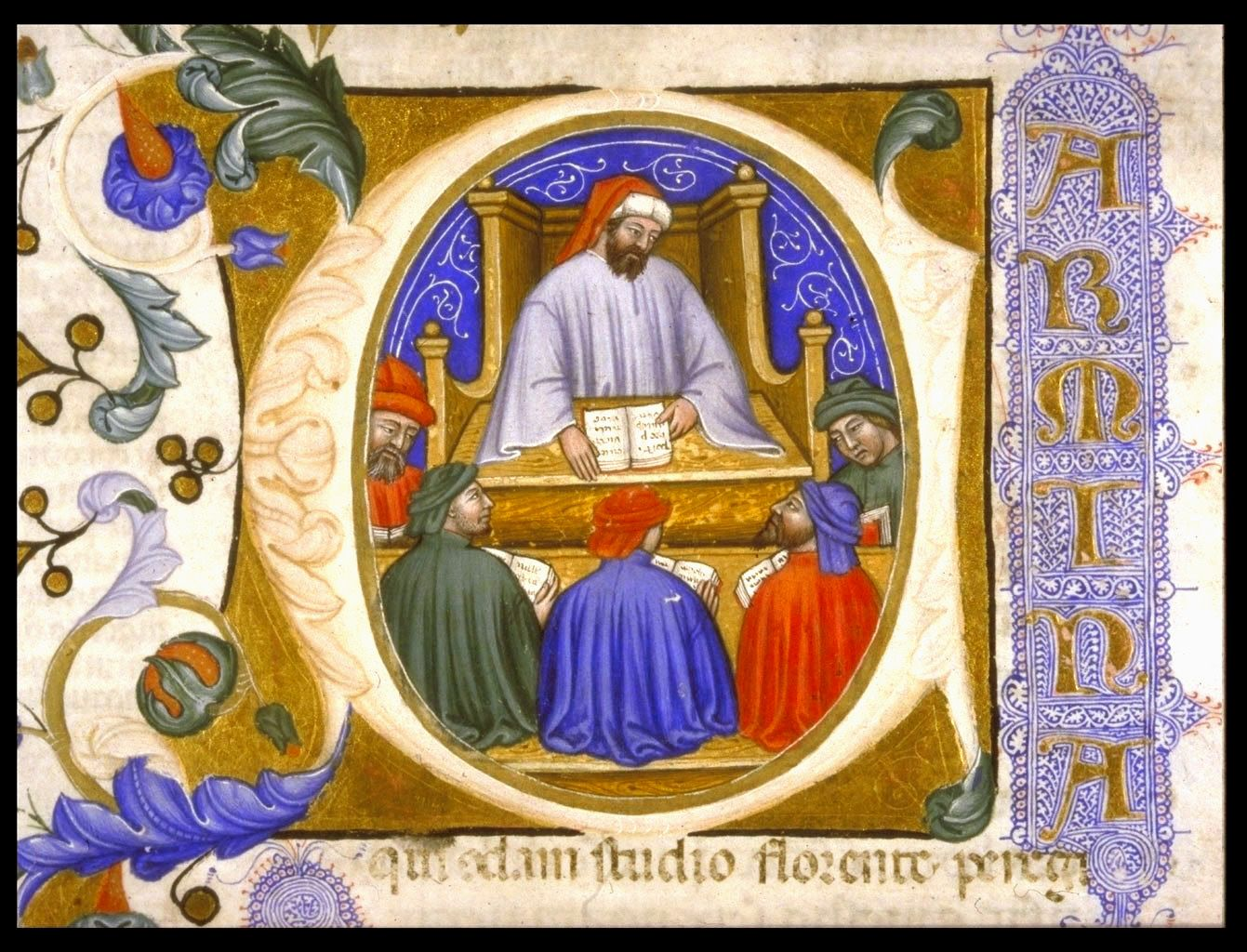
بوئتیوس درحال تدریس به شاگردان خویش

مسئله کلّیّات مربوط به تحقیقات مختلف مرتبط با هستی‌شناسی(متافیزیک)، منطق و معرفت‌شناسی است، که در تلاش است پیوندهای ذهنی ای که انسان در هنگام فهم صفات یکسان مانند شکل یا رنگ در میان اشیاء ناهمسان، ایجاد می‌کند را تعریف کند.
کلّیّات، کیفیّات یا روابطی هستند که در دو یا چند هستنده یافت می‌شوند. به عنوان مثال، اگر همه فنجان‌ها به نوعی دایره ای باشند، ممکن است دایره ای بودن یک ویژگی کلّی برای فنجان‌ها در نظر گرفته شود. علاوه بر این اگر دو دختر را فرزندان دختر حسن در نظر بگیریم ویژگی‌های دختر بودن فرزندان و متعلّق به حسن بودن، ویژگی‌های کلّی دو دختر است. بسیاری از صفات می‌توانند کلّی باشند؛ انسان، قرمز، نر یا ماده، مایع یا جامد، بزرگ یا کوچک و غیره.
فیلسوفان معتقدند انسانها می‌توانند در مورد کلّیّات صحبت کنند و بیندیشند، اما در مورد اینکه آیا آنها در واقعیّت، فراتر از اندیشه و گفتار صرف وجود دارند، اختلاف نظر دارند.

### مقدمه
در نگاه اول مسئله کلّیّات، مسئله بی فایده‌ای را مورد بررسی قرار می‌دهد. اما اگر تبعات آن مورد توجّه قرار گیرد، اهمّیّت آن مشخص می‌گردد. اگر آنچه را می‌بینیم و لمس می‌کنیم جزئیّات اند، وقتی راجع به آنها فکر می‌کنیم چاره‌ای جز استفاده از کلمات و مفاهیم کلّی نداریم. همان‌طور که وقتی می‌گویم: «این شیء جزئی که من می‌بینم یک درخت است، دقیقتر بگویم درخت نارون است.» به عبارت دیگر اشیاء خارج ذهن جزئی اند، در حالی که مفاهیم ذاتاً کلّی و عام اند. به این معنا آنها راه می‌توان به یکسان بر افراد متعدد حمل کرد. اما اگر اشیاء خارج ذهن جزئی و مفاهیم انسانی کلّی باشند، واضح است که کشف رابطه بین آنها مهم خواهد بود. اگر این واقعیّت که اشیا جزئی و مفاهیم کلّی اند به این معنی است که مفاهیم کلّی در خارج از ذهن وجود ندارند، یا اگر کلّیّتِ مفاهیم به این معنی است که آنها مفاهیم و تصوّرات صرف اند، در آن صورت شکافی بین فکر و اشیاء ایجاد می‌شود. اعتبار شناخت و علم ما، تا زمانی که به صورت مفاهیم و احکام کلّی بیان می‌شوند، از همان آغاز مورد سؤال قرار خواهد گرفت. دانشمند علم خود را با واژه‌های انتزاعی و کلّی بیان می‌کند (برای مثل از الکترون خاصی سخن نمی‌گوید بلکه از الکترنها به صورت کلی سخن می‌گوید) و اگر این واژه‌ها مبنای در خارج نداشته باشند، علم او ربطی به واقعیّت ندارد. در واقع تا زمانی که احکام بشری از خصلت کلّی برخوردار باشند، مشکل به کل علم و معرفت انسان سرایت خواهد کرد. و اگر به مسئله وجود مبنای خارجی برای مفاهیم کلّی پاسخ منفی داده شود.نتیجه آن شکاکیت خواهد بود.

## فلسفه دوران باستان
مسئله کلّیّات در متافیزیک دوران باستان یک موضوع محوری است و می‌توان آن را در فلسفه افلاطون و ارسطو ریشه یابی کرد، به ویژه در تلاش آنها برای توضیح ذات و ماهیت صورت‌ها. این فیلسوفان مسئله کلّیّات را به روش مطابقت بررسی کرده‌اند.

### افلاطون

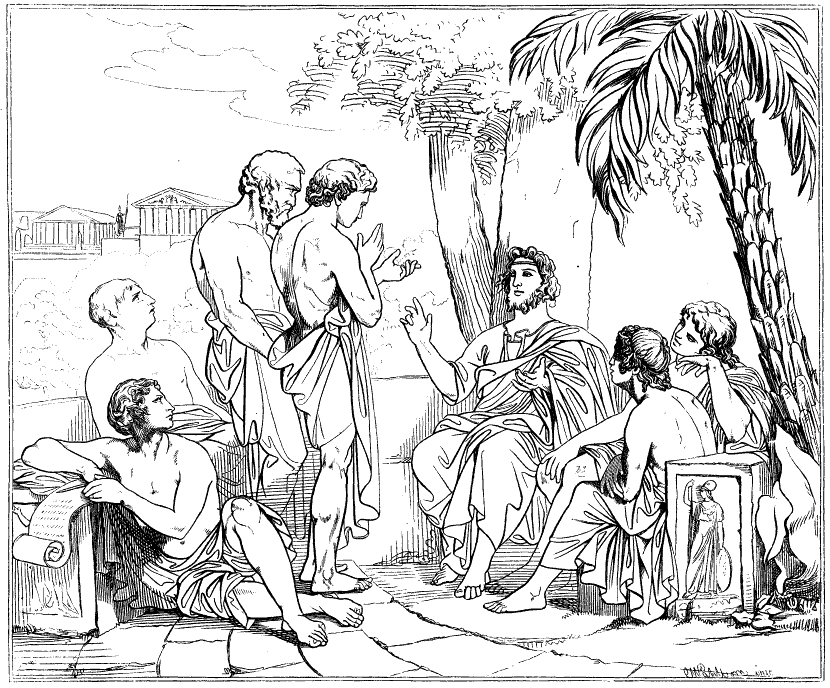
افلاطون در آکادمی خود، طرحی از نقاشی نقاش سوئدی کارل یوهان والبوم

افلاطون معتقد بود که بین جهان اشیاء قابل درک و جهان کلّیّات یا صورت‌ها تمایز قاطعی وجود دارد: در مورد اولی تنها می‌توان عقیده داشت، اما در مورد دوّمی می‌توان علم عقلانی (شناخت حقیقی) داشت. از نظر افلاطون، از جزئیات و هرآنچه در تغییر است (درصیرورت است) نمی‌توان شناخت حقیقی بدست آورد؛ زیرا دانش باید بدون خطا و کلّی باشد. به همین دلیل، جهان صورت‌ها، جهان واقعی است (چون روشنایی آفتاب)، در حالی که جهان محسوس، به‌طور ناقص یا تا حدّی واقعی است، (مانند سایه‌ها). این همان رئالیسم یاواقع گرایی افلاطونی است و در نفی اینکه صورت‌ها مصنوعات ذهنی هستند، با اشکال مدرن ایدئالیسم متفاوت است.
یکی از اولین منتقدان نام گرای رئالیسم افلاطونی، دیوجانس بود که می‌گفت: «من فنجان و میز افلاطون را دیده‌ام، اما فنجان بودن و میز بودن او را هرگزندیده ام.»
در نظر افلاطون متعلّقاتی که ما در مفاهیم کلّی درک می‌کنیم، متعلّقاتی که علم با آنها سر و کار دارد، متعلّقاتی که مطابق با حدهای کلّیِ حمل (اِسناد) هستند، مُثُل عینی یا کلّیّاتِ قائم به خودند که در یک عالم متعالی، یعنی جدا از اشیاء محسوس موجودند و مراد از جدا از عملاً جدایی مکانی است، اشیا محسوس روگرفتهای واقعیّات کلّی یا بهره‌مند از واقعیّات کلّی هستند، اما واقعیّات کلّی، در مقرّ ثابت آسمانی خود جا دارند، و حال آنکه اشیا محسوس دستخوش دگرگونی اند، و در واقع همیشه در حال شدن (صیرورت) هستند و هرگز به نحو درست نمی‌توان گفت می‌باشند. مُثُل (صورتها) در مقرّ آسمانی خود از یکدیگر جدا و از ذهن هر متفکر ی نیز جدا وجود دارند. در نظریه افلاطون که بدین گونه معرفی شد، خاطرنشان شده‌است که کلّیّات قائم به ذات یا وجود دارند (که در این صورت جهان واقعیِ تجربهٔ ما به‌طور ناموجّه مضاعف می‌شود) یا وجود ندارند، اما به نحوی مرموز واقعیت مستقل و ذاتی و ماهوی دارند (که در این حال بین وجود و ذات رخنه و شکافی نا موجّه پدید می‌آید).

### ارسطو

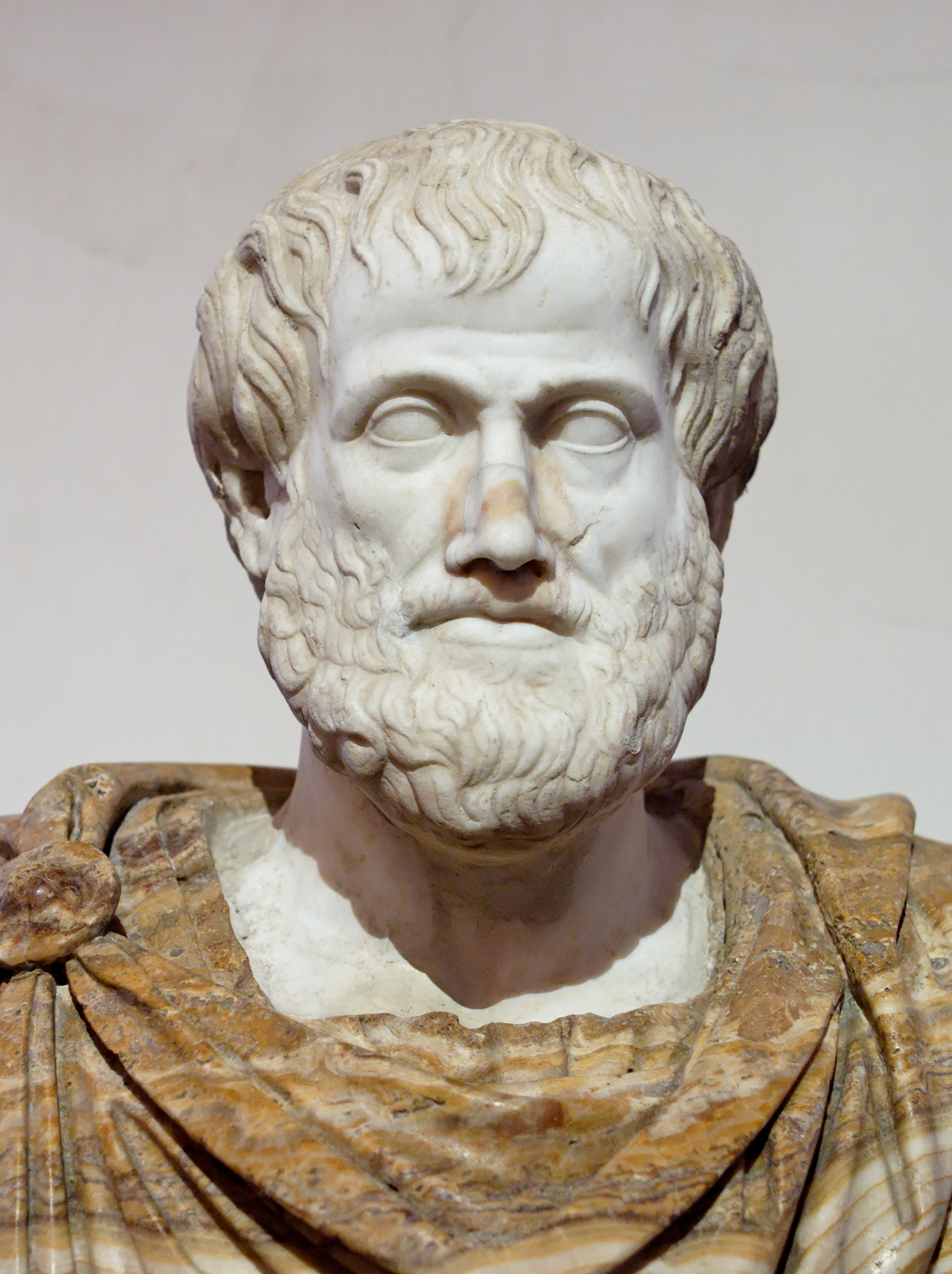
ارسطو

از نظر ارسطو، کلّیّات می‌توانند چندین بار و به تعداد اشیاء در اشیاء (جزئیات یا افراد) نمود پیدا کنند. او بیان می‌کند که یک امر کلّی و یکسان، مانند سیب بودن، در هر سیب واقعی ظاهر می‌شود. چالش عقل سلیم در این است که بپرسد دقیقاً چه چیز در این چیزهای متفاوت یکسان باقی می‌ماند، زیرا نظریّه ارسطو مدعّی است که چیزی در چیزهای متفاوت مشترک است. بیان اینکه چیزهایِ مختلفِ زیبا، مانند اقیانوس آرام، برج ایفل یا آسمان شب زیبا هستند، فقط به این معنی است که آنها از نظر زیبایی یکسان (از نظر کیفی) هستند. ارسطو می‌گوید، طبقه وجودی مورد بحث در اینجا، یک چیز جدا (همان متعلَّق یا ابژه از دید افلاطون) نیست، بلکه یک کیفیّت است. اصل رئالیسم یا واقع گرایی ارسطویی بیان می‌کند، که کلّیّات مانند اجسام فیزیکی رفتار نمی‌کنند. ارسطواز این حیث که کلّیّات را موجود در جهان خارج می‌داند مانند استاد خود افلاطون، یک واقع گراست. با این تفاوت که کلّیّاتِ ارسطو، در همین جهان (و نه به صورت مُفارَق) موجودند.
اگر چه ارسطو در مورد نظریه افلاطونی مُثُل یا صورِ مُفارَق انتقادی مخالفت آمیز وارد می‌کند، اما با افلاطون موافقت کامل دارد که کلّی صرفاً مفهومی ذهنی یا حالتی از بین لفظی نیست، زیرا مطابق کلّی در ذهن، ذات نوعی در شی (عین) وجود دارد. هر چند این ذات به حالت جدا خارج از ذهن موجود نیست: فقط در ذهن و به واسطه فعّالیّت ذهن جدا شده‌است. ارسطو مانند افلاطون اعتقاد راسخ داشت که کلی متعلّق علم است: پس نتیجه می‌شود که اگر کلّی به هیچ وجه واقعی نیست و هیچ گونه واقعیت عینی ندارد معرفت علمی وجود ندارد زیرا علم فرد را از این حیث که فرد است مورد بحث قرار نمی‌دهد. کلی واقعی است، نه تنها در ذهن بلکه همچنین در اشیاء نیز واقعیت دارد، هر چند هستیِ در شیء مستلزم آن کلّیّات صوری که در ذهن دارد نیست. افراد که به نوع واحد متعلّق اند جوهرهای واقعی هستند، اما آنها در یک کلّی عینی که تعداداً در همه اعضاءِ طبقه یکی است شرکت ندارند. این ذات نوعی تعداداً در هر فرد طبقه متفاوت است، اما، از سوی دیگر نوعاً در تمام افراد طبقه یکی است (یعنی همه آنها نوعاً شبیه اند)، و این شباهت عینی اساس واقعی برای کلّی انتزاعی است، که در ذهن وحدت عددی دارد و می‌تواند بی‌تفاوت محمول همه اعضاءِ طبقه باشد. پس افلاطون و ارسطو دربارهٔ خصیصه علم حقیقی، که متوجه عنصر کلّی در اشیاء یعنی شباهت نوعیّه است هم عقیده اند. عالِم با تکّه‌های جزئی طلا به عنوان جزئی سر و کار ندارد، بلکه با ذات طلا، با آن شباهت نوعیّه که در همه تکّه‌های جزئی طلا یافت می‌شود، یعنی با این فرض که طلا یک نوع است، سر و کار دارد.
بنابر این، هیچ کلّیِ عینی در نظر ارسطو وجود ندارد، بلکه یک اساس عینی در اشیاء برای کلی ذهنی در ذهن وجود دارد. اسب کلی یک مفهوم ذهنی است، اما یک بنیان عینی در صور جوهریّه که از اسب‌های جزئی خبر می‌دهند دارد.

## فلسفه قرون وسطی
مهمترین مسئله مناقشه برانگیز در میان متفکّران قرون وسطی، نحوه وجود کلّیّات بود که با پرسشهای مهم پورفیری در ایساغوجی آغاز گشته بود. ترجمه این کتاب از زبان یونانی به لاتینی و شرح آن به دست بوئتیوس و پاسخهای او به پرسشهای سه گانه پورفیری، سبب مهمی در شکوفا شدن مسئله هستی‌شناسی کلّیّات بود که در نهایت، به پیدایی سه دیدگاه واقع گرایی، مفهوم گرایی و نام گرایی در این باره منجر شد.

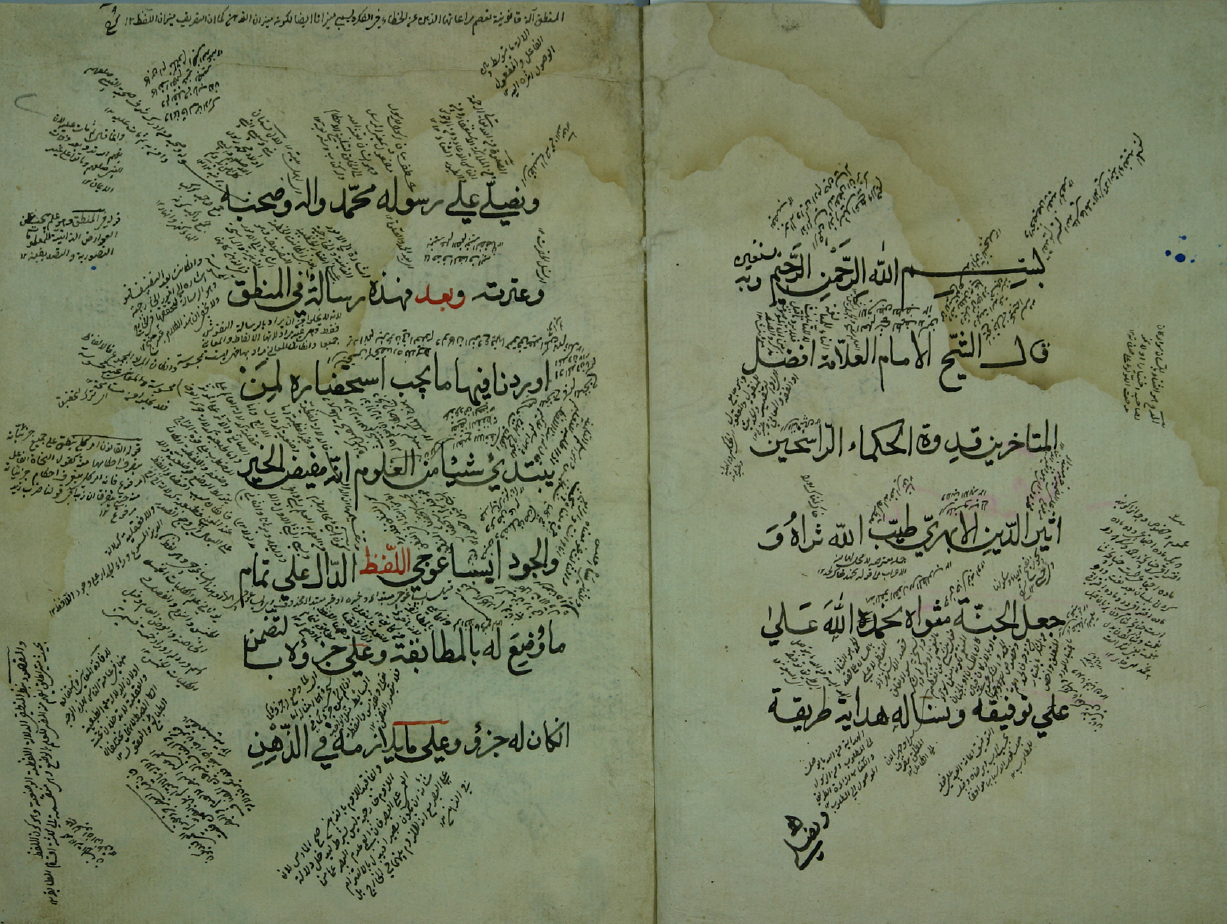
نسخه عربی از ایساغوجی

در قرون وسطی، مبحث کلّیّات، به سبب پرسشهایی که پورفیری در مقدّمه اش بر کتاب «مقولات» ارسطو مطرح ساخت، صورتبندی جدیدی یافت. پورفیری در ابتدای ایساغوجی چنین گفته‌است:
«در مورد اجناس و انواع، از این سخن نخواهم گفت که آیا آنها حقایقی قائم به ذات هستند یا تصورات ذهنی محض، یا اینکه اگر آنها را حقایق قائم به ذات بدانیم، جسمانی هستند یا غیر جسمانی، و نیزدر این بحث نخواهم کرد که آیا از محسوسات جدا هستند یا وجودشان در آنها و وابسته به آنهاست، زیرا این مسئله بسیار دشوار است و نیازمند پژوهشی از نوع دیگر و بسیار گسترده‌تر.»
پرسشهای پورفیری سبب پدید آمدن مسئلة مهم هستی‌شناسی کلّیّات گردید که در این خصوص، بعدها سه دیدگاه کلّی مطرح گشت: واقع گرایی، مفهوم گرایی و نام گرایی. واقع گرایی دیدگاهی است که مدعی است کلّیّات، هویّات عینی مستقل از ذهن اند. واقع گرایی درآغاز، به واقع گرایی افراطی و واقع گرایی معتدل تقسیم می‌شد که قائلین اصلی آنها، به ترتیب افلاطون و ارسطو بودند. مفهوم گرایی دیدگاهی است که بیان میکند کلّیّـات، مفاهیم یا اندیشه‌هایی هستند وابسته به ذهن که ذهن، آنها را از طریق تجربة اشیای جزئی می‌سازد. اما نام گرایی دیدگاهی است که طبق آن، کلّی یک هویت عینی تلقّـی نمیشودبلکه صرف یک نام یا واژه در نظر گرفته می‌شود.

### بوئتیوس و طرح مسئله کلّیّات

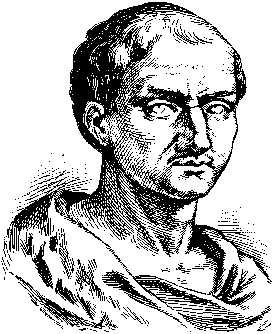
انیکیوس مانلیوس بوئتیوس

بوئتیوس می‌گوید، یک امر کلّی اگر موجود باشد، باید بر تمام جزئیّات حادث شود. همچنین این امر کلّی باید در آن واحد و نه به صورت متوالی بر جزئیّات حادث شود. اواستدلال می‌کند، کلّیّات نمی‌توانند مستقل از ذهن باشند، یعنی وجود خارجی ندارند، چون یک کیفیت (که یک کلّی است) نمی‌تواند هم یک چیز باشد هم در جزئیّات متعددی مشترک باشد (یعنی بخشی از مادهٔ جزئیّات راا تشکیل دهد). در این صورت هم سهمی از جزئی هم سهمی از کلّی بودن را می‌داشت. از سوی دیگر بوئتیوس می‌گوید، کلیات نمی‌توانند ذهنی هم باشند، چون تعبیر ذهنی از یک کیفیّت انتزاع یا فهم چیزی در خارج ذهن است. او نتیجه می‌گیرد که این تعبیر بازنمای ذهنی یا فهم حقیقی از یک کلّی است که در این صورت هم ما به شکل قبلی مسئله بازمی‌گردیم که در آن کلّی‌ها وجود خارجی دارند.
راه حل بوئتیوس برای حل این مسئله این است که، ذهن قادر به تفکیک چیزی است که در واقعیّت (جهان خارج) قابل تفکیک نیست. او توانی ذهن را در انتزاع از جزئیّاتِ مشخص به عنوان نمونه‌ای از این امر ذکر می‌کند. با این کار او از مشکل کلّیّات افلاطونی که در جهان وجود خارجی دارند جلوگیری کرده، همچنین از این مشکل که کلّیّات صرفاً ساخته‌های ذهن هستند (به قسمی که کلّی‌ها اندیشهٔ ذهنی جزئیّات هستند که به‌طور انتزاعی و کلّی درک می‌شوند) نیز جلوگیری می‌کند.
بوئتیوس می‌گوید، دو راه وجود دارد که مفهومی بتواند چنان شکل بگیرد که محتوای آن در موجودات خارج، آن طور که در آن مفهوم هست، یافت نشود. برای مثال، کسی شاید انسان یا اسب را کنار هم قرار دهد و مفهوم قنطورس را تشکیل دهد، یعنی در کنار هم قرار دادن اشیائی که طبیعت ترکیب آنها را قبول نمی‌کند و چنین مفهوم‌های که من درآوردی ساخته می‌شوند جعلی اند. از سوی دیگر، اگر ما مفهوم خط را داشته باشیم، یعنی خط محضی که مورد نظر هندسه دانان است، در آن صورت هر چند این درست است که خط محض به تنهای در خارج ذهن وجود ندارد، اما جعلی نیست، زیرا اجسام متضمّن خطوط اند و تمام آنچه ما انجام داده‌ایم این است که خط را جدا کرده و به صورت انتزاعی در نظر گرفته‌ایم. ترکیب (همان‌طور که از ترکیب انسان و اسب قنطورس ایجاد می‌شود) مفهوم جعلی و کاذب ایجاد می‌کند در حالی که انتزاع باعث ایجاد مفهومی می‌شود که حقیقی است. حتّی اگر شیء تصور شده در خارج به صورت انتزاعی یا مفارق موجود نباشد. مفاهیم جنس و نوع از مفاهیم نوع دوم اند، یعنی با انتزاع ساخته می‌شوند. وجه شباهت انسانیّت از افراد انسانی انتزاع می‌شود و این وجه شباهت، که مورد نظر ذهن است، همان مفهوم نوع است. در حالی که مفهوم جنس با بررسی وجوه شباهت به وجود می‌آید.نتیجه اینکه جنس و نوع در افرادند، اما در مقام تفکّر کلّی اند. آنها حال در اشیای محسوس اند، ولی بدون اجسام متعلق فهم اند.
به‌طور خلاصه استدلال بوئتیوس، امر کلّی را با شکلی همانند می‌سازد، که هر امر جزئی از یک گونه معین را، به نوعی از آن چیز بدل می‌سازد و از لحاظ ذهنی می‌تواند با نادیده گرفتن تفاوت‌های عارضی درک شود. هر چند بوئتیوس مواد لازم برای حل مسئله کلیّات را در راستای واقع گرایی معتدل فراهم کرد و هرچند نقل قول‌های او از پورفیری و شرح او بر آنها بحث از این مسئله را در اوایل قرون وسطا آغاز کرد، اولین راه حل قرون وسطاییان در جهتی نبود که بوئتیوس پیشنهاد کرد، بلکه ساده‌ترین شکل واقع گرایی افراطی بود.

### واقع گرایی در قرون وسطی
اولین راه حلی که قرون وسطاییان برای این مسئله ارائه دادند واقع گرایی افراطی بود. این که از نظر تاریخی اولین راه حل بود گواهش این است که مخالفان آن برای مدتی معروف به متجدّدادن بودند. مخالفت‌های همین متجدّدان و نظریّات آنها راه را برای نظریّات دیگری همچون واقع گرایی معتدل و نام گرایی باز کرد.
طبق نظر واقع گرایی افراطی، مفاهیم جنسی و نوعی ما مطابق با واقعیّتی هستند که خارج از ذهن در اشیا وجود دارند، یعنی واقعیت موجودی که افراد در آن مشترک اند؛ بنابراین مفهوم یک انسان یا انسانیّت بیانگر یک واقعیّت است، انسانیّت یا جوهر ماهیّت انسان، که به همان صورتی که در ذهن است در خارج از ذهن نیز موجود است؛ یعنی به عنوان جوهر واحدی که همه انسانها در آن مشترک اند. مسلّماً این نظر فوق‌العاده خام است و حاکی از فهم کاملاً نادرست رویکرد بوئتیوس به این مسئله؛ زیرا فرض آن این است که تا موضوعی که در قالب مفهوم بیان شده در خارج از ذهن دقیقاً به همان نحوی که در ذهن موجود است وجود نداشته باشد، آن مفهوم کاملاً ذهنی خواهد بود.

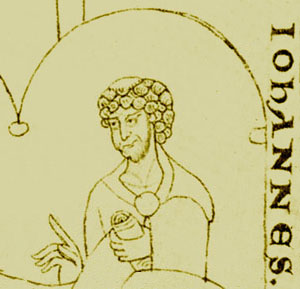
اسکات اریژن (یوهانس اسکوتوس اریگنا)

اگر این نظر را به این معنی بدانیم که کثرت افراد انسان دارای جوهر مشترکی هستند که عدداً واحد است،نتیجه طبیعی آن این خواهد بود که، افراد انسان فقط بالعرض با هم تفاوت دارند؛ مثلاً اودوی تورنه ای تردیدی در اخذ این نتیجه نداشت. او معتقد یود وقتی کودکی آفریده می‌شود، خدا ویژگی جدیدی از جوهرِ قبلاً موجود ایجاد می‌کند نه یک جوهر جدید.
از نظر منطقی نتیجه این واقع گرایی افراطی وحدت گرایی محض است. برای مثل ما مفهوم‌های جوهر و وجود را داریم، و بر اساس اصول واقع گرایی افراطی، لازم است تمام اشیائی که واژه جوهر را بر آن حمل می‌کنیم وجود و حالات جوهر واحدی باشند. این دیدگاهی بود که یوهانس اسکوتوس اریگنا در قرون وسطای داشته‌است و او را به درستی می‌توان یک تک جوهر گرا نامید.
کسانی که در اوایل قرون وسطای به واقع گرایی افراطی معتقد بودند در مقام منطق دان به فلسفه ورزی می‌پرداختند به این معنا که فرض می‌کردند نظام منطقی و نظام واقعی دقیقاً مشابه و از آنجا که، برای مثال، معنای انسان در گذاره‌های افلاطون انسان است و ارسطو انسان است یکسان است، بنابر این در نظام واقعی یک این همانی جوهری بین افلاطون و ارسطو وجود دارد.
از طرف دیگر آنها تحت تأثیر ملاحظات کلامی نیز بودند. به عنوان مثال اودوی تورنه ای از واقع گرایی افراطی جهت تبیین انتقال گناه نخستین استفاده کرد. اگر کسی گناه نخستین را آلودگی مثبت نفس انسان تلقی کند، در آن صورت با برهان ذوحدّین آشکاری مواجه خواهد شد: یا باید بگوید هر بار که کودکی به دنیا می‌آید، خدا یک جوهر انسانی جدید از عدم خلق می‌کند، در نتیجه خدا مسئول این آلودگی یعنی گناه است. یا باید خلق نفس فردی توسط خدا را انکار کند. آنچه اودوی تورنه ای به آن اعتقاد داشت نوعی ارثی انگاری نفس بود. بدین معنا که جوهر یا طبیعت انسانی حضرت آدم، که آلوده به گناه نخستین بود، به نسل او رسیده‌است و آنچه را خدا خلق می‌کند فقط خاص یا کیفیت جدیدی از جوهرِ قبلاً موجود است.

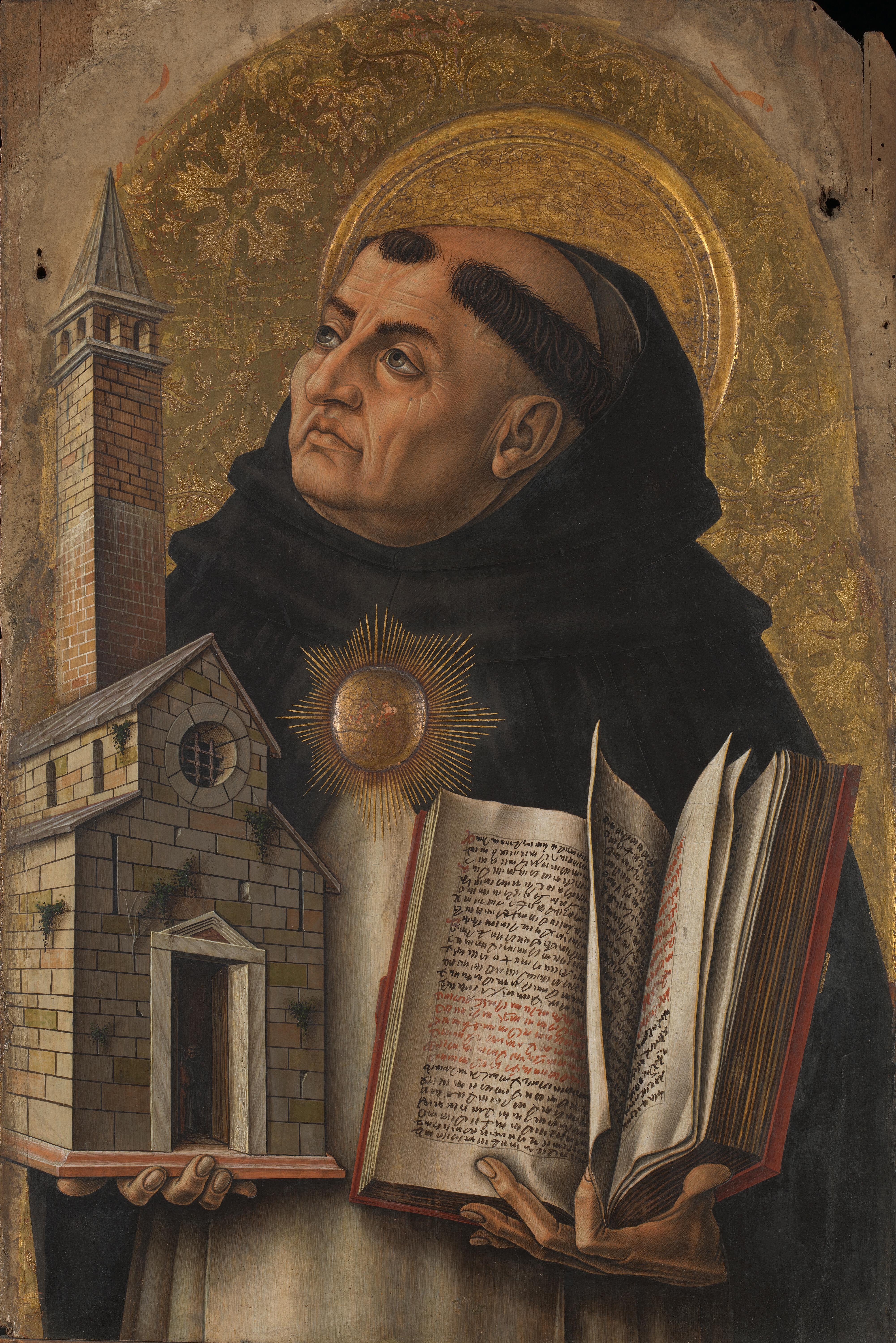
توماس آکویناس

دیدگاه دیگر در قرون وسطا واقع گریی معتدل است که مبانی آن قبل از آنکه توماس آکویناس آن را مطرح کند پی ریزی شده بود. وقتی آکویناس اعلام می‌کند که کلیات قائم به ذات نیستند بلکه فقط در جزئیّات وجود دارند، چیزی را بازگو می‌کند که قبل از او پیر آبلار و جان سالزبری گفته بودند. برای مثال، انسانیّت یا ماهیت انسانی فقط در این یا آن انسان موجود است و کلیّتی که در مفهوم انسانیّت وجود دارد نتیجه انتزاع است بنابراین به معتای مشارکت ذهنی است. اما این متضمن باطل بودن مفهوم کلّی نیست. از نظر آکویناس ذات از طریق فعالیّت ذهنی از ماده آزاد می‌شود و به صورت انتزاعی مورد ملاحظه قرار می‌گیردبه این ترتیب توماس هر دو شکل واقع گرایی افراطی، یعنی شکل افلاطونی و شکل قرون وسطایی متقّدّم، را رد می‌کند، اما مانند آبلار مایل نبود که افلاطون گرایی را به‌طور کامل رد کند. بنابرین آکویناس سه گانگی وجود کلیات را می‌پذیرد:
1. کلّیّات قبل از کثرت.او تأکید دارد که کلّی یک شیء قائم به ذات، چه جدا از اشیاء (افلاطون) یا موجود در اشیا (واقع گرایان افراطی) نیست؛ زیرا فقط خداوند است که تصوّر می‌شود ذات خود را اینگونه درک می‌کند.
2. کلّیّات در کثرت. که ذات فردی واقعی است که در تمام افراد یک نوع یکسان است.
3. کلّیّات بعد از کثرت. که همان مفهوم کلی انتزاعی است.[۲۲]

### نام گرایی در قرون وسطی
دیدگاه متضاد واقع گرایی دیدگاهی به نام نام گرایی یا اصالت تسمیه است که در افراطی‌ترین نوع خود معتقد است که کلّیّات، سازه‌های کلامی هستند و در اشیاء یا از قبل وجود ندارند؛ بنابراین، کلّیّات در این دیدگاه چیزی هستند که مخصوص شناخت و زبان انسان است. فیلسوف و خداشناس روسکلینوس از طرفداران اولیه و برجسته این دیدگاه بود. دیدگاه خاص او این بود که اصول کلّی چیزی بیش از گفته‌های صوتی (صدا) نیست.

#### ویلیام اوکامی
از طرف دیگر نامگرایی در قرون وسطا، حاصل جدال بین ویلیام اوکامی و شاگردش پیر آبلار است. ویلیام اوکامی، در ابتدا یک واقع گرای افراطی بود؛ مثلاً او نیز معتقد بود که همان طبیعت ذاتی در عین حال کاملاً در تمام افراد نوع مورد نظر وجود دارد، با این نتیجه منطقی اجتناب ناپذیر که تفاوت افراد هر نوع نه جوهراً بلکه به‌طور عَرَضی از افراد نوع دیگر متفاوت است. پیر آبلار می‌گوید که اگر چنین باشد، در افلاطون و سقراط که در جاهای متفاوتی هستند جوهر واحدی وجود دارد، زیرا افلاطون از یک دسته اعراض و سقراط از دسته دیگری تشکیل شده‌است. مسلماً چنین نظریه‌ای نوعی از واقع گرایی افراطی است. و آبلار در اثبات نتایج بی‌معنی آن هیچ مشکلی نداشت. برای مثال اگر نوع انسانی جوهراً، و بنابراین کلّاً، در آن واحد هم در افلاطون و هم در سقراط وجود دارد، در این صورت سقراط باید افلاطون باشد و همزمان در دو مکان حضور داشته باشد. به علاوه، چنین نظریه‌ای در نهایت به وحدت وجود منتهی می‌شود، زیرا خدا جوهر است و تمام جواهر با جوهر الهی یکی خواهد شد.
تحت فشار انتقادتی از این نوع، ویلیام اوکامی، نظر خود را تغییر داد و با کنار گذاشتن نظریه یکسانی به نفع نظریه بی‌تفاوتی، مدعی شد که دو فرد از یک نوع نه به‌طور ذاتی، بلکه به نحو بدون تمایزی یک چیز هستند. آبلار نظریه جدید او را حیله‌ای صرف می‌دانست. اوکامی می‌گوید دو کلمه یکی و یکسان به دو طریق قابل فهم هستند: از حیث بیتفاوتی و از حیث یکسانی در جوهر. در ادامه توضیح می‌دهد پطرس و پولس به یکسان انسانند یا بی‌تفاوت از انسانیت برخوردارند، به این معنا که همان‌طور که پطرس ناطق است پولس نیز ناطق است و همان‌طور که پطرس فانی است پولس نیز فانی است و غیره، در حالی که انسانیت آنها یکسان نیست (منظور او این است که ذات یا طبیعت آنها از نظر عددی یکسان نیست) بلکه شبیه هم است، زیرا آنها هر دو انسانند. این به وضوح مخالف نظریه واقع گرایی افراطی است.
به‌طور خلاصه، ویلیام اوکامی در طول زمان دارای سه نظریه بود:
1. نظریه واقع گرایی افراطی.
2. نظریه بی‌تفاوتی که مورد حمله آبلار قرار گرفت، زیرا از نظر او تفاوتی با نظریه قبلی او نداشت.
3. نظریه ضد وقع گرایانه، که بعدها به آن رسید[۲۵]

#### پیر آبلار

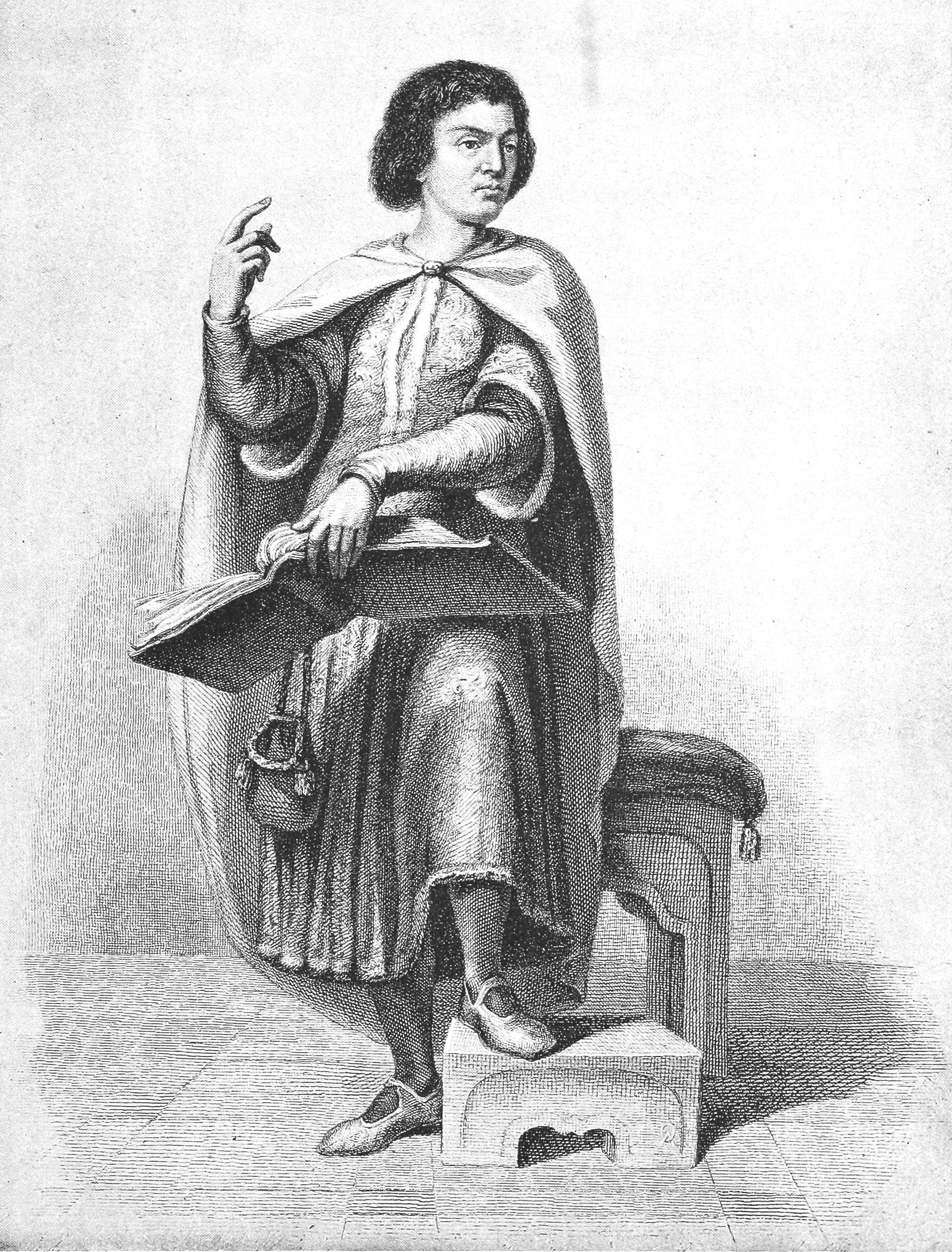
پیر آبلار

پیر آبلار با قبول تعریف ارسطو از کلّی، آنطور که بوئتیوس ارائه کرده بود، می‌گوید این نه شیء بلکه نام است که محمول واقع می‌شود، و نتیجه می‌گیرد: باقی می‌ماند که کلّیّتی از این قبیل را فقط به کلمات نسبت دهیم. این چیزی مانند نظر اصالت تسمیه روسکلینوس است (آبلار مدتی تحت تعلیم او بود)، اما واقعیّت این است که گرایش او به بحث دربارهٔ کلمات کلّی و جزئی ثابت می‌کند که ما نمی‌توانیم فوراً نتیجه بگیریم که آبلار وجود هر واقیعتی را در ازای کلمه انکار می‌کرد، زیرا قطعاً منکر این نبود که واقعیّاتی وجود دارند که مطابق با کلمات جزئی است. به علاوه آبلار بین لفظِ کلمه و معنیِ کلمه تمایز قائل می‌شود و می‌گوید نه اینکه کلّی لفظ کلمه است بلکه کلّی معنی کلمه است. چرا او چنین تمایزی قائل می‌شود؟ زیرا لفظ کلمه دالّ برکلمه به عنوان عین فیزیکی، یک شیء است، و هیچ شئی بر شیء دیگر قابل حمل نیست. در حالی که معنی کلمه دلالت می‌کند بر کلمه بر اساس رابطه اش با محتوای منطقی، و این محتواست که مجمول واقع می‌شود.
از نظر نام گرایی آبلار عقل از طریق مفاهیم کلّی تصویر مشترک و مبهمی از اشیا کثیر درک می‌کند. وقتی ما کلمه انسان را می‌شنویم تصویر خاصی در ذهن ما ظاهر می‌شود که چنان با انسانهای جزئی ارتباط دارد که، مشترک بین همه آنهاست و خاص هیچ‌یک از آنها نیست. در واقع طبق نظر آبلار، در واقع هیچ مفهوم کلّی وجود ندارد، بلکه فقط تصاویر مبهمی وجود دارند که متناسب با درجه ابهام و عدم تمایز جنس و نوع هستند. اما در ادامه می‌گوید که مفاهیم کلّی از طریق انتزاع به وجود می‌آیند و ما به واسطه این مفاهیم آنچه را در متعلق شناسایی است تصور می‌کنیم. آبلار توضیح می‌دهد که وقتی می‌گوید تصور ما از انسان مبهم است، منظورش این است که طبیعت یا ذات از طریق انتزاع، به اصطلاح، از هرگونه فردیّت آزاد می‌شود و به نحوی که دارای هیچ رابطه خاصی با هیچ فرد به خصوصی نیست، بلکه به نحوی که می‌توان آن را بر همه انسانها حمل کرد در نظر گرفته شود. خلاصه آنکه آنچه در مفاهیم نوعی و جنسی ادراک می‌شود در اشیاء موجود است (مفهوم فاقد مرجع عینی نیست)، اما وجودش در آنها، یعنی در اشیاء فردی، آنگونه نیست که تصوّر می‌شود. به عبارت دیگر واقع گرایی افراطی باطل است. اما همچنان این به معنی آن نیست که کلّیّات فقط اعتبارات ذهنی اند، چه رسد به اینکه کلمات صرف باشند. وقتی آبلار می‌گوید کلّی یک اسم یا معنی است، منظور او این است که وحدت منطقی مفهوم کلّی فقط بر محمول تأثیر دارد، یعنی اینکه آن یک اسم است نه شیء یا فرد. اگر ما بخواهیم مانند جان سالزبری، آبلار را قائل به اصالت تسمیه یا نامگرا بنامیم، باید در عین حال بدانیم، که اصالت تسمیه او فقط انکار واقع گرایی افراطی و تأکید بر تمایز بین نظام‌های حقیقی و منطقی است، بدون اینکه انکار مبنای عینی مفاهیم کلی را در پی داشته باشد، نظریه آبلار طرحی ابتدایی از نظریه پیشرفته واقع گرایی معتدل است.
بحث آبلار در مورد مبحث کلیات بسیار تعیین‌کننده بوده‌است، به این معنا که او با اثبات اینکه چگونه می‌توان نظریه واقع گرایی افراطی را انکار کرد بدون اینکه در عین حال مجبور به انکار هرگونه عینیّت نوع و جنس شد ضربه مهلکی به آن وارد کرد.

#### ویلیام اوکام

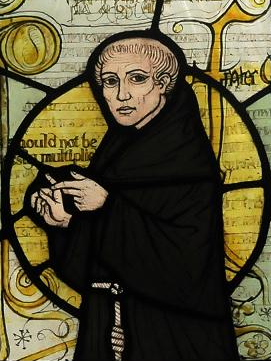
ویلیام اوکام

مسئله کلیات در دوره متاخر قرون وسطا از نو مورد بحث قرار گرفت و ویلیام اوکام و پیروان او راه حل متفاوتی ارائه دادند. ویلیام اوکام به‌طور گسترده در این زمینه نوشته‌است. او به شدّت استدلال می‌کرد که کلّیّات محصول اندیشه انتزاعی بشری هستند. از نظر اوکام ، کلّیّات فقط کلمات یا (در بهترین حالت) مفاهیمی هستند که فقط در ذهن وجود دارند و هیچ جای واقعی در جهان خارج ندارند. مخالفت او با کلّیّات بر اساس نظریه معروفش تیغ اوکام نبود، با این حال او دریافت که واقعی بودن آنها از جهاتی متناقض است. اوکام در یک اثر اولیه خود اظهار داشت: «هیچ چیز خارج از نفس، کلی نیست، چه از طریق خودش و چه از طریق هر چیز واقعی یا منطقی که به آن افزوده می‌شود، مهم نیست که چگونه در نظر گرفته شود یا درک شود.» با این وجود، موقعیت وی از مخالفت آشکار با واقع گرایی افراطی در آثار بعدی خود تغییر کرد (هر چند به شیوه ای اصلاح شده که او را به عنوان یک واقع گرا طبقه‌بندی نمی‌کند).

## واژه نامه
1. ↑  در متن اصلی Frank
2. ↑  objects
3. ↑  objects
4. ↑  identity
5. ↑  subjective
6. ↑  conceptualism
7. ↑  nominalism-اصالت تسمیه
8. ↑  در ترجمه اصلی کتاب کاپلستون کلمه عربی مِن عِندی به معنای من درآوردی به کار رفته‌است
9. ↑  ultra-realism
10. ↑  monist